# Giovan Battista Nauclerio

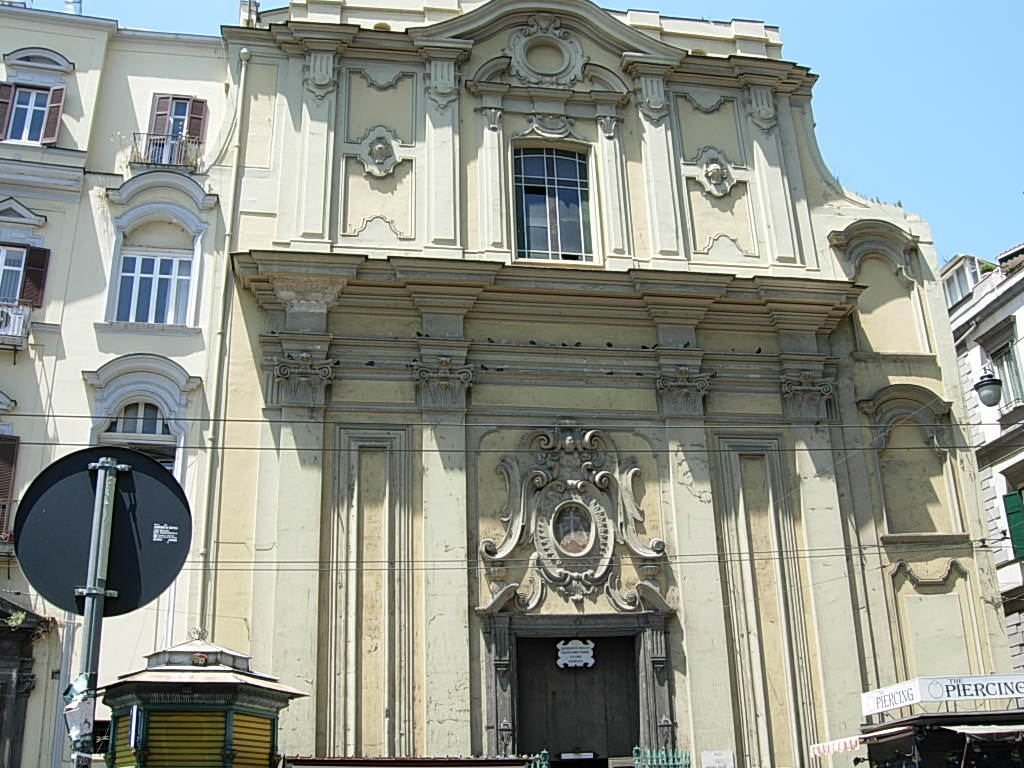
Façade de l'église Santa Maria di Caravaggio.

Giovan Battista Nauclerio, né en 1666 à Naples et mort en 1739 à Naples, est un architecte italien, parmi les plus représentatifs du baroque napolitain tardif.

## Biographie
Giovan Battista Nauclerio est le fils d'Alonso Nauclerio, ingénieur royal et baron de Torre Pagliara, qui demeurait au palazzo Nauclerio. Il apprend son métier auprès de Francesco Antonio Picchiatti dont il prend la succession après sa mort en 1694 poursuivant les travaux de l'église San Domenico Maggiore et de son couvent. En 1696, il hérite de la charge de superviseur des biens immobiliers des dominicains du royaume de Naples et il refait la façade de la sacristie de leur couvent napolitain, entre autres travaux, avant qu'elle ne soit altérée par Federico Travaglini. Il est actif aussi en dehors de la capitale, comme à la chapelle du trésor de San Modestino ad Avellino en 1697, et à Bénévent, qu'il faut reconstruire après les tremblements de terre de 1694 et de 1702 et où il travaille avec Carlo Buratti et Filippo Raguzzini.

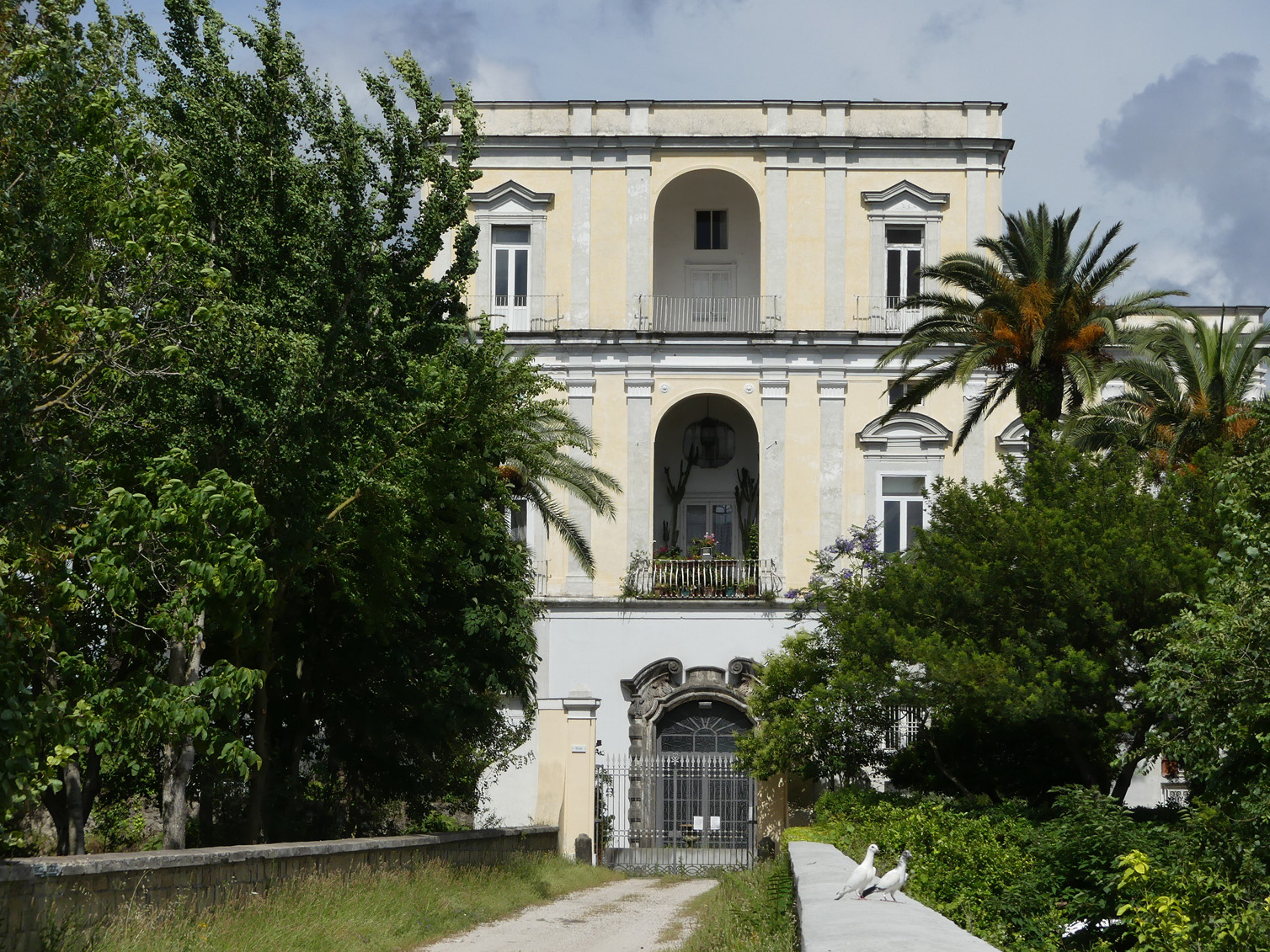
Façade de la Villa Paternò.

En 1704, il est l'auteur des plans de l'église San Francesco degli Scarioni et de son couvent franciscain et en 1706 de l'église des somasques, Santi Demetrio e Bonifacio, aujourd'hui désaffectée. En 1708, il reprend les travaux interrompus de l'église San Giovanni Battista delle Monache et de son couvent. En 1712, il reconstruit l'imposant couvent San Francesco delle Cappuccinelle et son église.
En 1720, l'aristocrate famille Paternò lui commande sa Villa Paternò aux abords de la ville, sur la colline de Capodimonte au lieu-dit San Rocco. Cette villa d'inspiration palladienne compte parmi les plus remarquables du début du XVIIIe siècle en Campanie. Après la mort de Guglielmelli, survenue en 1723, il termine l'église Santa Maria delle Grazie au raffinement exquis.
On lui doit aussi le maître-autel de San Diego all’Ospedaletto, le baldaquin de la basilique San Pietro ad Aram, la reconstruction de l'église Santi Bernardo e Margherita avec un plan en croix grecque, celle de l'église Santa Maria di Caravaggio de plan elliptique et les transennes de l'atrium de l'église Santi Severino e Sossio.
Également après la mort de Picchiatti, il travaille pour l'église Santissima Annunziata d'Aversa
dont il conçoit la coupole en 1703 et, en 1728, consolide un corps de bâtiment de trois étages. Dans cette même ville, il travaille pour l'église du Saint-Esprit en 1724 et pour l'église San Biagio en 1737.

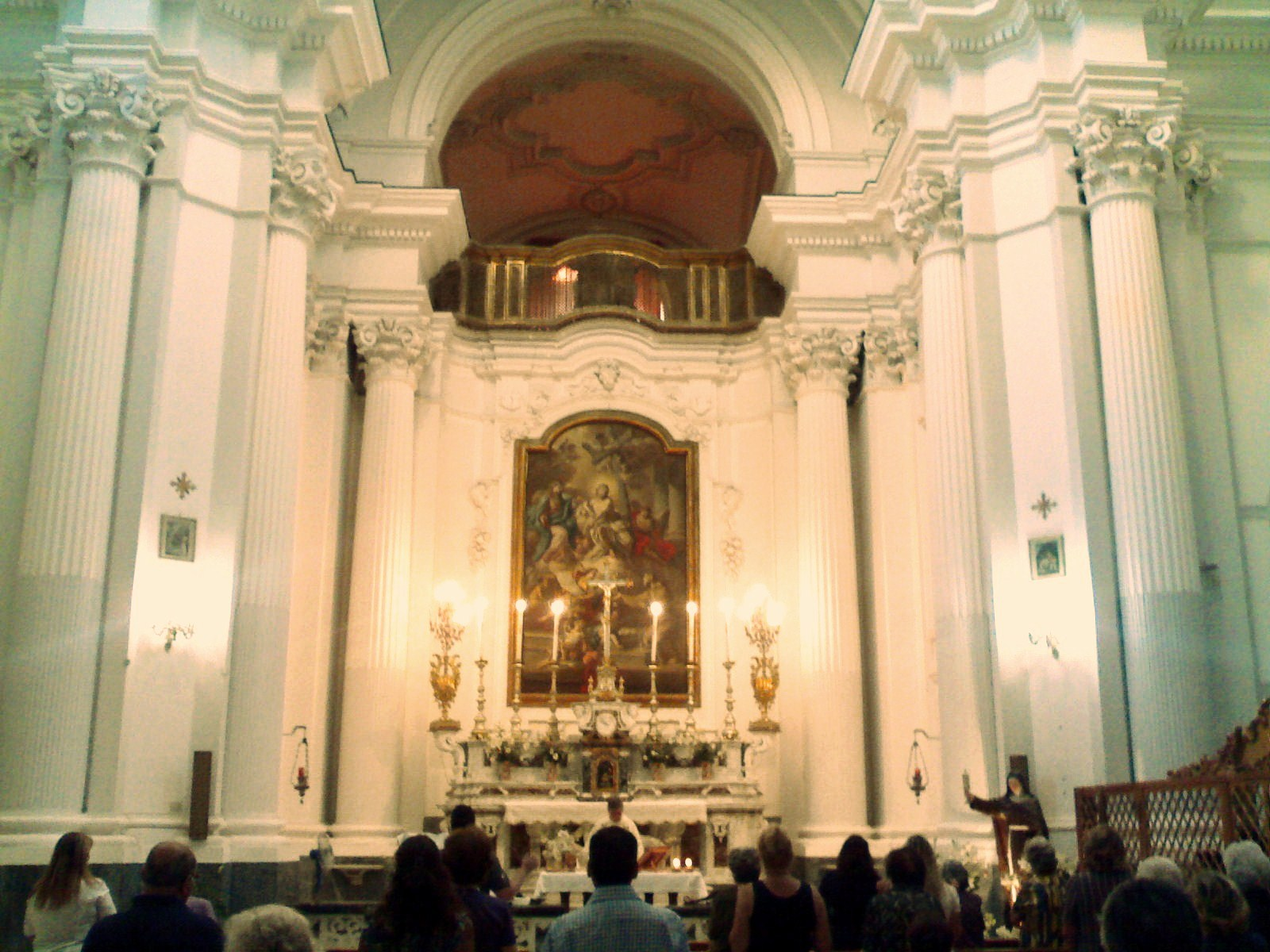
Colonnes du chœur de l'église San Francesco degli Scarioni.

Dans le domaine de l'architecture civile, ses œuvres les plus documentées concernent le palazzo Ragni (it) (1734) et le palazzo del Forno (it).
Giovan Battista Nauclerio fut l'un de ceux qui, à l'instar de Luigi Vanvitelli, remirent les colonnes classiques à l'honneur, ouvrant ainsi la voie au courant néoclassique qui irrigua toute l'Europe dès le milieu du XVIIIe siècle.
Son frère Maurizio (dit Muzio Nauclerio), qui fut son collaborateur, fut aussi architecte, ingénieur et sculpteur.